# Anglická ženská fotbalová reprezentace
Anglická ženská fotbalová reprezentace reprezentuje Anglii na mezinárodních fotbalových akcích, jako je mistrovství světa žen nebo ženský turnaj na olympijských hrách.

## Olympijské hry
| Rok    | Účast                                           | Soupisky |
| ------ | ----------------------------------------------- | -------- |
| 1996   | Bez účasti                                      |          |
| 2000   | Bez účasti                                      |          |
| 2004   | Bez účasti                                      |          |
| 2008   | Bez účasti                                      |          |
| 20121  | Prohra ve čtvrtfinále s Kanadou                 |          |
| 2016   | Bez účasti                                      |          |
| 2020   | 7. místo                                        |          |
| 2024   | Bez účasti                                      |          |
| Celkem | Účast – 2× Zlato – 0×, Stříbro – 0×, Bronz – 0× |          |

1 Start pod názvem Velká Británie.

## Mistrovství světa
| Rok    | Účast                                           | Soupisky |
| ------ | ----------------------------------------------- | -------- |
| 1991   | Nekvalifikovaly se                              |          |
| 1995   | Prohra ve čtvrtfinále s Německem                |          |
| 1999   | Nekvalifikovaly se                              |          |
| 2003   | Nekvalifikovaly se                              |          |
| 2007   | Prohra ve čtvrtfinále s USA                     |          |
| 2011   | Prohra ve čtvrtfinále s Francií                 |          |
| 2015   | Bronzová medaile                                |          |
| 2019   | Prohra o 3. místo s Švédsko                     |          |
| 2023   | Stříbrná medaile                                | Soupiska |
| Celkem | Účast – 6× Zlato – 0×, Stříbro – 1×, Bronz – 1× |          |

## Mistrovství Evropy
| Rok    | Účast                                            | Soupisky |
| ------ | ------------------------------------------------ | -------- |
| 1984   | Stříbrná medaile                                 |          |
| 1987   | 4. místo                                         |          |
| 1989   | nepostoupily z kvalifikace                       |          |
| 1991   | nepostoupily z kvalifikace                       |          |
| 1993   | nepostoupily z kvalifikace                       |          |
| 1995   | Prohra ve semifinále s Německem                  |          |
| a 1997 | nepostoupily z kvalifikace                       |          |
| 2001   | základní skupina                                 |          |
| 2005   | základní skupina                                 |          |
| 2009   | Stříbrná medaile                                 |          |
| 2013   | základní skupina                                 |          |
| 2017   | Prohra v semifinále s Nizozemskem                |          |
| 2022   | Zlatá medaile                                    |          |
| 2025   | Zlatá medaile                                    |          |
| Celkem | Účast – 10× Zlato – 2×, Stříbro – 2×, Bronz – 0× |          |